# Sopravvissuti e sopravviventi
Sopravvissuti e sopravviventi è il terzo album del cantante italiano Luciano Ligabue pubblicato dall'etichetta discografica WEA Italiana nel 1993.

| Recensione | Giudizio |
| ---------- | -------- |
| AllMusic   | [ 2 ]    |

## Descrizione
È l'ultimo lavoro insieme al produttore Angelo Carrara e ai Clan Destino (che però ritroviamo ancora in alcuni pezzi del successivo A che ora è la fine del mondo?), la band che ha accompagnato l'artista nella prima fase della carriera, la collaborazione con i quali terminerà a inizio 1994.
Nel 2008 è stata pubblicata un'edizione deluxe del CD rimasterizzato (Warner Music Italy). Il 22 gennaio 2013 questa versione è stata ristampata anche su LP in vinile con tiratura limitata a 500 copie.
Rappresenta quasi un punto di rottura rispetto ai due album precedenti, di cui mantiene i temi, ma con testi e sonorità completamente diversi. I testi di alcune canzoni appaiono più introspettivi e pessimistici con musicalità dure molto vicine al rock, come nel singolo Ancora in piedi che apre l'album, in Lo zoo è qui e in Dove fermano i treni.
Nel 2015 in occasione della presentazione del terzo concerto a Campovolo ha dichiarato: "Ho fatto degli scivoloni in carriera. Il più clamoroso fu il terzo album: sembrava che la mia carriera fosse finita". Solo dopo il successo degli album successivi, questo disco sarà riscoperto e rivalutato dai fan, grazie anche alla presenza di alcuni tra i pezzi più amati della produzione del rocker di Correggio come Ho messo via, Walter il mago e I duri hanno due cuori.
Secondo Federico Piccioni di Ondarock "Sopravvissuti e Sopravviventi è un disco che gode di una identità forte e di una omogeneità, dal punto di vista sonoro e stilistico, che sarà possibile ritrovare soltanto in Buon Compleanno Elvis" e che "molte delle canzoni contenute in Sopravvissuti e sopravviventi, pur non essendo minimamente accostabili a una musica sperimentale, sono in un certo senso audaci e disegnano sonorità più complesse e coraggiose, se paragonate ai lavori precedenti (e anche a quelli successivi) di Ligabue".

## I brani
- Ancora in piedi
Pezzo dai suoni molto più duri rispetto produzione precedente di Ligabue, in cui spicca soprattutto la chitarra di Max Cottafavi. Tuttavia il risultato è un rock in cui il cantante sente di essere passato indenne a una serie di situazioni che lo circondano. L'incipit di questa prima canzone fornisce il titolo all'intero album.
- A.A.A. qualcuno cercasi
Brano tranquillo, in cui la melodia non si discosta troppo dai pezzi ascoltati nei primi due album. Ligabue racconta di come si abbia bisogno di 'quel' qualcuno nella propria vita e come possa essere piacevole cercarlo e scoprirlo sotto le vesti più impensate.[10]
- Ho messo via
In assoluto una delle canzoni più amate, è una ballata in cui l'autore guarda la propria vita in retrospettiva e non si dà pace per non essere riuscito a dimenticare, presumibilmente una lei con cui è finita. Da sottolineare dal punto di vista musicale l'assolo di tromba di Demo Morselli, l'intro al pianoforte di Gianfranco Fornaciari e i riff di chitarra e bottleneck, distorti ma molto melodici, di Max Cottafavi.
- Dove fermano i treni
Richiamo al periodo di servizio militare trascorso dal cantante a Belluno, la canzone è un vero e proprio ritratto di quel che succede in una stazione ferroviaria, in cui le vite di persone completamente diverse tra loro si incrociano, protagonisti anonimi di una sorta di immaginario film. Musicalmente un pezzo dal sound molto più duro del solito in cui le chitarre di Cottafavi la fanno da padrone, salvo che per un breve intermezzo di pianoforte.
- I duri hanno due cuori
Canzone parzialmente parlata, nello stesso stile di Bambolina e barracuda contenuta in Ligabue, in cui si narra di Veleno, un personaggio con la fama di duro, e della sua vita fatta di poche soddisfazioni e molti momenti no, intesa come metafora della vita di ognuno. La musica ha tonalità rock molto melodiche con andamento andante ma non troppo. È diventato l'inno del fanclub del rocker.
- La ballerina del carillon
Ballata con sottofondo portante di chitarra a 12 corde, in cui l'autore fa una sorta di fotografia di ciò che succede in un night e ai suoi particolari occupanti mentre si esibisce la "ballerina del carillon", delicata metafora per descrivere la danzatrice che esegue il numero di pole dance del locale.
- Prezoo
Breve stacco strumentale, eseguito con chitarra acustica, basso, tastiera e l'aggiunta di effetti sonori vari, che fa da introduzione, come suggerisce il titolo, al brano successivo.
- Lo zoo è qui
Uno dei pezzi dalle tinte più dure della produzione di Ligabue, in un certo senso un rock con forte uso di chitarra elettrica e organo Hammond. Il testo tratta di uno zoo e della vita dei suoi animali, ma è facile riconoscere la metafora del mondo e delle varie categorie di persone che lo popolano.
- Piccola città eterna
Spaccato di vita di un piccolo centro e dei suoi abitanti (Ligabue trae ispirazione dalla natia Correggio), accompagnato da un tema musicale di stampo rock, ma non veloce.
- Walter il mago
Ballata, in cui domina il pianoforte di Gianfranco Fornaciari, che narra la vita di un esperto mago di un circo (per certi versi quasi felliniano), che col passare del tempo non incanta più come una volta; solo i suoi amici continuano, per affetto, a fingersi stupiti dei suoi numeri.
- Pane al pane
Altro pezzo dai toni duri e molto veloce, che descrive varie situazioni e momenti in cui è l'istinto a prendere il sopravvento.
- Quando tocca a te
Canzone dai toni più morbidi, in cui pianoforte e chitarra acustica prendono il posto tipico della chitarra elettrica. Il testo narra del fatto che quando è giunto il tuo momento in molte situazioni della vita, non puoi fare altro che rimboccarti le maniche e sfruttarlo. Nel finale spicca il contributo dei fiati della Asioli Jazz Band.
- Sopravvissuti e sopravviventi: tema
Brano strumentale che fa da ideale colonna sonora alle vicende raccontate dalle altre canzoni. L'atmosfera che ricrea è molto malinconica e per certi aspetti cupa, ideale riassunto di alcune delle sensazioni trasmesse dall'album. Il tema è eseguito da Ligabue (al kazoo) e Demo Morselli (al flicorno), quest'ultimo ha anche diretto e arrangiato gli archi che accompagnano la melodia.

## I video musicali
- Ancora in piedi, su YouTube. URL consultato l'11 novembre 2014.
- Ho messo via, su YouTube. URL consultato l'11 novembre 2014.
- Lo zoo è qui, su YouTube. URL consultato l'11 novembre 2014. (comprende Prezoo)

I primi due videoclip erano originariamente disponibili solo in videocassetta sull'home video Videovissuti e videopresenti del 1993; mentre Lo zoo è qui solo sul doppio VHS Ligabue a San Siro: tutto il concerto (1997). In seguito sono stati inseriti tutti nei DVD Primo tempo del 2007 e Videoclip Collection del 2012, quest'ultimo distribuito solo nelle edicole.

## Tracce
Testi e musiche di Luciano Ligabue.
Lato A
1. Ancora in piedi – 4:17
2. A.A.A. qualcuno cercasi – 4:56
3. Ho messo via – 4:47
4. Dove fermano i treni – 3:24
5. I duri hanno due cuori – 4:09
6. La ballerina del carillon – 3:44

Lato B
1. Prezoo (strumentale) – 0:40
2. Lo zoo è qui – 3:59
3. Piccola città eterna – 5:05
4. Walter il mago – 4:19
5. Pane al pane – 3:36
6. Quando tocca a te – 5:34
7. Sopravvissuti e sopravviventi: tema (strumentale) – 1:35

## Formazione
- Luciano Ligabue - voce, chitarra a 12 corde e kazoo

### Clan Destino
- Gigi Cavalli Cocchi - batteria e percussioni
- Max Cottafavi - chitarra elettrica ed acustica, chitarra a 12 corde
- Luciano Ghezzi - basso elettrico ed acustico
- Gianfranco Fornaciari - tastiera

### Altri musicisti
- Asioli Jazz Band di Correggio diretta da Angelo Andreoli in Quando tocca a te
- Demo Morselli - tromba in Ho messo via; flicorno, direzione e arrangiamento degli

archi in Sopravvissuti e sopravviventi: tema
- Gabriele Zanetti - violoncello
- Enrico Stabile - violino
- Luca Maggioni - viola
- Giuseppe Barbareschi - contrabbasso

## Successo commerciale
A causa delle sensazioni cupe e malinconiche che trasmette, l'album non riesce ad ottenere i risultati di vendita sperati e l'accoglienza iniziale del pubblico è piuttosto fredda: non va oltre il terzo posto nella classifica italiana. L'album nel 1993 vendette 200.000 copie, complessivamente ne venderà 300.000.

## Classifiche

### Classifiche settimanali
| Classifica (1993) | Posizione massima |
| ----------------- | ----------------- |
| Europa            | 49                |
| Italia            | 3                 |
| Classifica (1997) | Posizione massima |
| Italia            | 27                |

### Classifiche di fine anno
| Classifica (1993) | Posizione |
| ----------------- | --------- |
| Italia            | 30        |